# Nadrenia-Palatynat
Nadrenia-Palatynat (niem. Rheinland-Pfalz, w skrócie RP lub RLP) – kraj związkowy w południowo-zachodnich Niemczech. Utworzony został 30 sierpnia 1946. Stolicą kraju związkowego jest Moguncja.
Graniczy z krajami związkowymi: Nadrenią Północną-Westfalią, Hesją, Saarą, Badenią-Wirtembergią oraz na zachodzie z Belgią, Francją i Luksemburgiem.

## Geografia

### Ważniejsze miasta
Liczba mieszkańców 31 grudnia 2022:
- Moguncja (Mainz) 220 552
- Ludwigshafen am Rhein 174 265
- Koblencja (Koblenz) 115 268
- Trewir (Trier) 112 195
- Kaiserslautern 101 228
- Wormacja (Worms) 84 646
- Neustadt an der Weinstraße 53 981
- Spira (Speyer) 51 368
- Frankenthal (Pfalz) 49 051
- Landau in der Pfalz 47 610
- Pirmasens 40 682
- Zweibrücken 34 534
- Bingen am Rhein 26 309
- Remagen 17 426
- Oppenheim 7560

### Jeziora
- Laacher See

## Podział administracyjny
24 powiaty, 12 miast wydzielonych, 129 gmin związkowych (niem. Verbandsgemeinde), 2163 gminy.
| 24 powiaty: | |
| 1. Ahrweiler (AW) 2. Powiat Altenkirchen (AK) 3. Alzey-Worms (AZ) 4. Bad Dürkheim (DÜW) 5. Bad Kreuznach (KH) 6. Bernkastel-Wittlich (WIL) 7. Birkenfeld (BIR) 8. Cochem-Zell (COC) 9. Donnersberg (KIB) 10. Eifelkreis Bitburg-Prüm (BIT) 11. Germersheim (GER) 12. Kaiserslautern (KL) | 1. Kusel (KUS) 2. Mainz-Bingen (MZ) 3. Mayen-Koblenz (MYK) 4. Neuwied (NR) 5. Rhein-Hunsrück (SIM) 6. Rhein-Lahn (EMS) 7. Rhein-Pfalz (RP) 8. Südliche Weinstraße (SÜW) 9. Südwestpfalz (PS) 10. Trier-Saarburg (TR) 11. Vulkaneifel (DAU) 12. Westerwald (WW) |

| Miasta na prawach powiatu: | |
| 1. Frankenthal (Pfalz) (FT) 2. Kaiserslautern (KL) 3. Koblencja (KO) 4. Landau in der Pfalz (LD) 5. Ludwigshafen am Rhein (LU) 6. Moguncja (MZ) | 1. Neustadt an der Weinstraße (NW) 2. Pirmasens (PS) 3. Spira (SP) 4. Trewir (TR) 5. Wormacja (WO) 6. Zweibrücken (ZW) |

## Historia

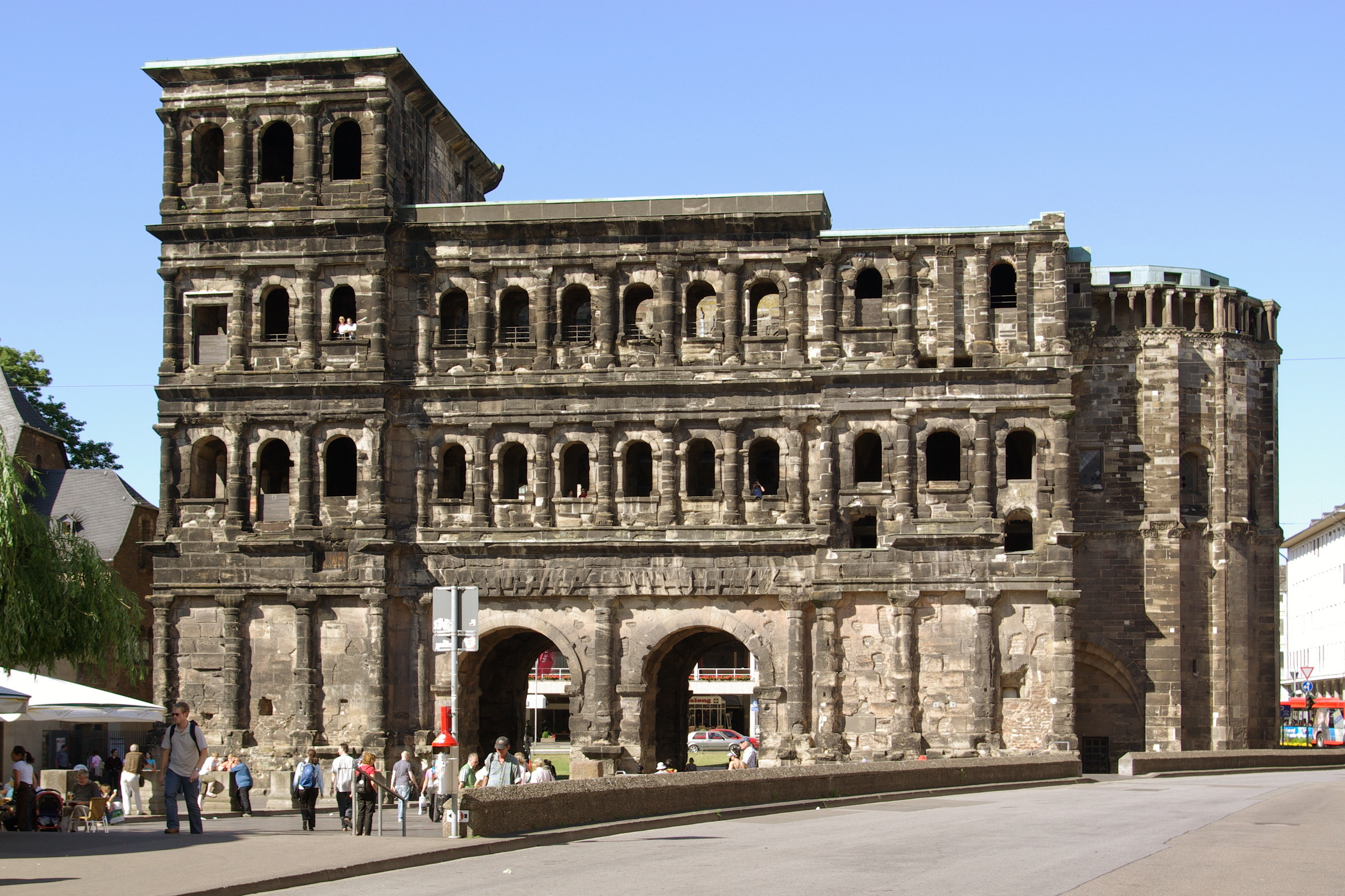
Rzymska Porta Nigra z II wieku w Trewirze

W starożytności sięgały tu granice Cesarstwa Rzymskiego. Moguncja, Wormacja, Spira, Trewir i Koblencja były miastami rzymskimi. Po upadku cesarstwa, obszar został częścią państwa frankijskiego. Po jego rozpadzie sięgały tu Lotaryngia (zachód) i Frankonia (wschód), a od 959 Lotaryngia dzieliła się na Górną Lotaryngię (obejmującą współczesne zachodnie ziemie Nadrenii-Palatynatu, Saarę i francuską Lotaryngię) oraz Dolną Lotaryngię (północno-zachodnie skrawki regionu). Z biegiem czasu rozdrobnienie polityczne w regionie się pogłębiło, istniał tu szereg hrabstw, biskupstw i wolnych miast (m.in. Wormacja, Moguncja i Spira). Głównymi krajami regionu w późnym średniowieczu były Palatynat Reński, Elektorat Moguncji, Elektorat Trewiru i Hrabstwo Nassau. Sięgały tu także wschodnie granice Luksemburga (obejmowały m.in. miasta Bitburg i Schleiden).
W czasach nowożytnych sięgało tu także panowanie Francji, a nawet Szwecji (poprzez Palatynat Dwóch Mostów). W latach 1714–1719 księciem z upoważnienia w Palatynacie Dwóch Mostów był król Polski Stanisław Leszczyński, a w latach 1768–1801 ostatnim elektorem Trewiru był królewicz polski Klemens Wacław Wettyn. Na przełomie XVIII/XIX wieku ziemie na lewym brzegu Renu zostały opanowane przez Francję, natomiast prawobrzeżne Nassau w 1806 zostało przekształcone w księstwo. W 1815 Francja utraciła swe zdobycze wraz z wcześniejszymi posiadłościami (np. miastem Landau). Na kongresie wiedeńskim podjęto decyzję o podziale tego terytorium pomiędzy Prusy (Nadrenia), Bawarię (Palatynat Reński) i Hesję (Moguncja). Prusy zajęły także dotychczasowe wschodnie ziemie Luksemburga (II rozbiór Luksemburga). W 1871 region w całości znalazł się w granicach Niemiec.
Po II wojnie światowej region był częścią francuskiej strefy okupacyjnej, a niewielki obszar przy granicy z Luksemburgiem stanowił luksemburską strefę okupacyjną (miasta Bitburg i Saarburg). Kraj związkowy został sformowany 30 sierpnia 1946 r. zarządzeniem francuskiego rządu wojskowego z krainy Palatynat oraz części Nadrenii i Hesji-Nassau. Powstanie nowego kraju związkowego zostało zatwierdzone podczas referendum 18 maja 1947 roku.
W połowie lipca 2021 roku ten region i Nadrenia-Północna Westfalia zostały dotknięte przez powódź. Według danych na 16 lipca 2021 w wyniku przejścia fali powodziowej w tym kraju zginęło ponad 60 osób.

## Gospodarka
Rozwinięty przemysł chemiczny, środków transportu, maszynowy, elektroniczny, precyzyjny, metalurgiczny, obuwniczy, materiałów budowlanych, szklarski oraz spożywczy. W regionie uprawia się jęczmień, pszenicę, warzywa, drzewa owocowe oraz hoduje się trzodę chlewną, bydło.

## Atrakcje turystyczne

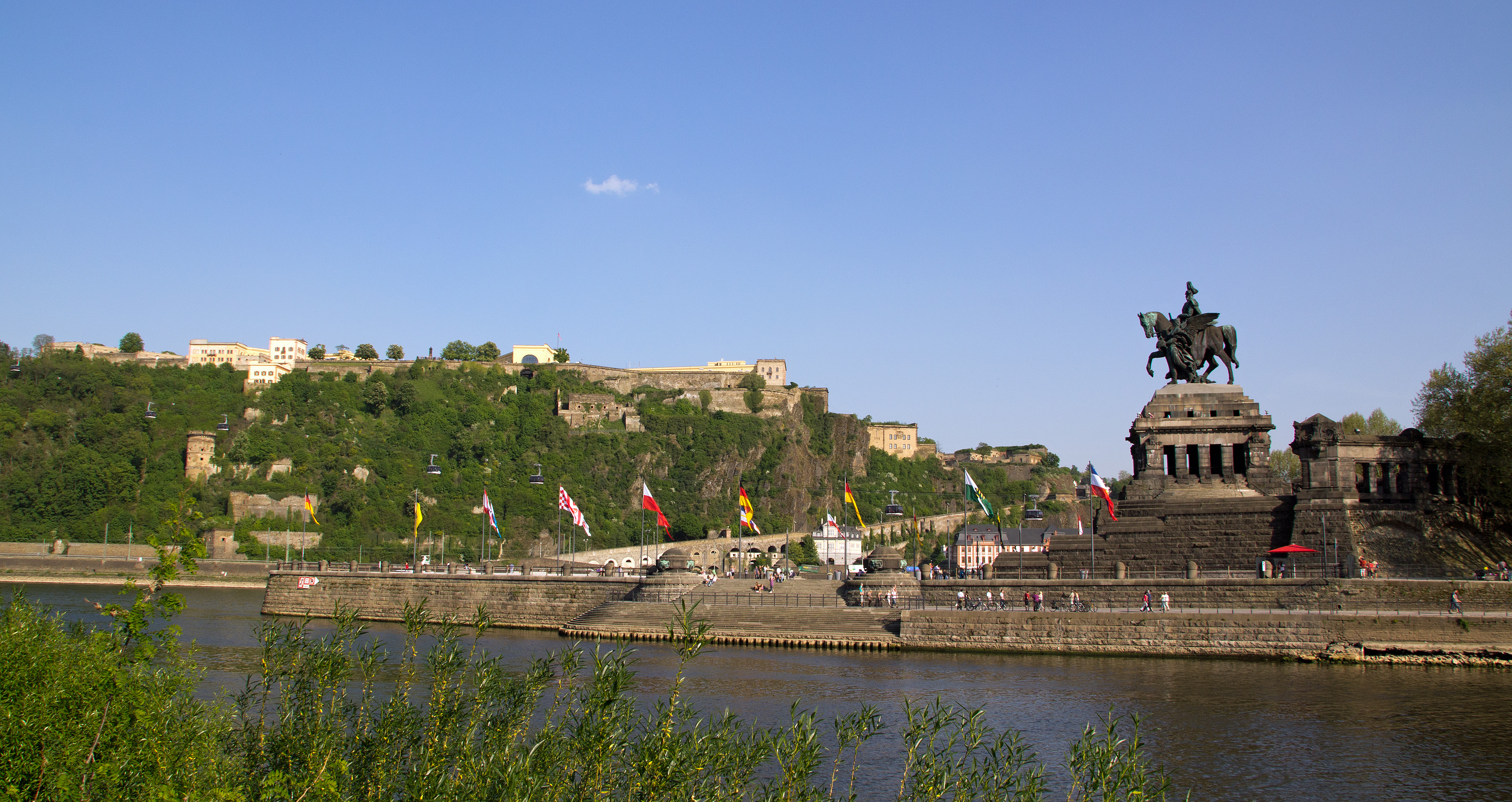
Deutsches Eck w Koblencji – na pierwszym planie rzeka Mozela, z tyłu na prawym brzegu twierdza Ehrenbreitstein

- Zabytki z czasów Starożytnego Rzymu w Trewirze: Porta Nigra, Most rzymski, Termy Cesarskie, Kolumna w Igel
- Deutsches Eck (pol. Niemiecki Róg) – miejsce spływu Mozeli do Renu.